# Aloe decorseii
Aloe decorseii é uma espécie de liliopsida do gênero Aloe, pertencente à família Asphodelaceae.